# ناقد
الناقد هو شخص يمكنه التمييز والحكم بين الجيد من الرديء، وهو شخص خبير في مجال معين، بحيث يمكنه تقييم أي عمل في مجاله.

## أنواع النقاد
يمكن تقسيم الناقد بحسب النوع الفنّي:
- الناقد الأدبي الذي ينقد الشعر والقصص فيستطيع تمييز الأخطاء الاعرابية والاوزان  الشعرية واجزاء القصة وما نحو ذلك.
- الناقد الموسيقي الذي يستطيع بأذنه تمييز الخلل والنشاز في المقطوعة الموسيقية.
- الناقد الفنّي الذي ينتقد الأخطاء الدقيقة في الرسم أو الفنون بصفة عامة.

ويتعدد النقّاد بتعدد الفنون.

## أنواعالنقد
ينقسم النقد لنوعين أساسيين:
- النقد البنّاء: هو النقد المادح الذي يشير إلى موضوع الخلل دون المساس بكرامة صاحب العمل، كقول (عملك جيد لكن ينقصه كذا ويعيبه كذا)، فيبعث الحماسة داخل صاحب العمل لتحسين مستواه.
- النقد الهدام: هو ذلك النقد الذي يحطّ من عزيمة صاحب العمل ويمس بكرامته كقول (عملك عبارة عن فشل ذريع وأنت لا تفقه في هذا المجال وفي عملك من العيوب كذا وكذا).